# Ahmedpur Sial
Pour les articles homonymes, voir Ahmedpur.
Ahmedpur Sial (en ourdou : احمد پُورسیال) est une ville pakistanaise située dans le district de Jhang, dans le centre de la province du Pendjab. C'est la quatrième plus grande ville du district. Elle est située à environ une centaine de kilomètres au sud de Jhang.
La population de la ville a été multipliée par près de trois entre 1972 et 2017 selon les recensements officiels, passant de 10 811 habitants à 31 216. Entre 1998 et 2017, la croissance annuelle moyenne s'affiche à 2 %, inférieure à la moyenne nationale de 2,4 %. Selon le recensement de 2023, la population de la ville monte à 37 801 habitants.
|            | 1972 (rec.) | 1981 (rec.) | 1998 (rec.) | 2017 (rec.) | 2023 (rec.) |
| ---------- | ----------- | ----------- | ----------- | ----------- | ----------- |
| Population | 10 811      | 13 131      | 21 254      | 31 216      | 37 801      |